# Schizonyxhelea forattinii
Schizonyxhelea forattinii är en tvåvingeart som beskrevs av Wirth och Eileen D. Grogan 1988. Schizonyxhelea forattinii ingår i släktet Schizonyxhelea och familjen svidknott. Inga underarter finns listade i Catalogue of Life.